# Ultimate Spider-Man (игра)
Ultimate Spider-Man — компьютерная игра в жанре приключенческого боевика, основанная на одноимённой серии комиксов авторства Брайана Майкла Бендиса и Марка Багли о популярном супергерое компании Marvel Comics Человеке-пауке, действие которых разворачивается во вселенной Ultimate Marvel. Версию для PlayStation 2, Nintendo GameCube и Xbox разработала Treyarch (дочерняя компания издателя Activision), в то время как Beenox портировала её на Microsoft Windows; Vicarious Visions создала отдельные игры для Nintendo DS и Game Boy Advance, а Mforma — для мобильных телефонов. В США релиз Ultimate Spider-Man состоялся 22 сентября 2005 года, а 14 октября игра поступила в продажу в Европе; версия для мобильных телефонов стала доступна для загрузки 30 ноября.
По сюжету, учащийся средней школы Мидтауна Питер Паркер, который защищает жителей его родного города Нью-Йорка в образе супергероя Человека-паука, противостоит своему другу детства Эдди Броку, находящемуся под негативным влиянием со стороны искусственно созданного симбиота, известного как Веном; конфронтация молодых людей осложняется вмешательством бизнесмена Боливара Траска, который нанимает организацию «Дикая стая» во главе с Серебряным Соболем, чтобы захватить Венома, а также появлением таинственного наёмника, действующего под псевдонимом Жук.
Ultimate Spider-Man получила смешанные, преимущественно положительные отзывы от игровых журналистов. Рецензенты высоко оценили геймплей как за самого Человека-паука, так и за его заклятого врага Венома, а также стилизованную под комикс графику игры, которая принесла ей премию Энни за «лучшую анимацию» в 2006 году; с другой стороны, критики сетовали на короткую продолжительность сюжетной кампании и вынужденное прохождение дополнительных миссий. Впоследствии у Ultimate Spider-Man появилось несколько спин-оффов, а её события были адаптированы в сюжетной линии одноимённого комикса «Война симбиотов».

## Игровой процесс

### Версия для PS2, GCN, Xbox и PC
Ultimate Spider-Man — это приключенческий боевик от третьего лица, в котором игрок управляет супергероем Человеком-пауком и суперзлодеем Веномом. Графика в игре стилизована под комикс с помощью технологии 3D Comic Inking Technology. Повествование разворачивается от лица обоих протагонистов в формате «ожившего комикса» — кат-сцены состоят из перемещающихся по экрану трёхмерных панелей, нарисованных в стилистике художника одноимённого комикса Марк Багли, а удары персонажей сопровождаются восклицаниями «бум» и «бам». Во время игры на экране всплывают подсказки, разъясняющие суть миссий.
Как и в случае с ранее вышедшей Spider-Man 2 (2004), в игре есть открытый мир, представляющий собой трёхмерную версию Манхэттена; игрок может исследовать его между миссиями и после прохождения сюжетной кампании. Разработчики уменьшили масштаб карты по сравнению с предыдущей игрой, однако добавили и новые локации, например родной район Питера Паркера Куинс, а также культовые места из комиксов, такие, как Трискелион, Здание Бакстера и Санктум Санкторум. По всему городу разбросаны 75 обложек комиксов, а за выполнение определённых внутриигровых условий открываются 5 новых костюмов.
Во время исследования игроком открытого мира на карте появляются «городские события», сигнализирующие о том, что жители Нью-Йорка попали в беду. Человек-паук спасает людей, помогая им либо спуститься с большой высоты, либо добраться до ближайшей больницы; задание будет провалено, если супергерой не успеет завершить его до истечения времени таймера. Некоторые люди могут оказаться под завалом или в запертых машинах; чтобы освободить их, игрок должен пройти мини-игру, при которой ему необходимо нажимать всплывающие на экране кнопки. Если же таких людей несколько, рядом с ними появляется счётчик оценки угрозы, глядя на который игрок определяет, кого из пострадавших нужно спасти в первую очередь. Также в игре есть «городские преступления» — угон машин и ограбления. Помимо простых преступников, встречаются мини-боссы в лице Шокера и Бумеранга.
В сюжетных миссиях игроку предстоит победить как обычных противников, так и боссов, часть из которых необходимо сначала догнать; при этом на экране появляется шкала расстояния — если иконка босса отдалится от иконки протагониста и достигнет конца шкалы, преследование начнётся сначала. Помимо сюжетных миссий есть дополнительные, которые игрок должен выполнить, чтобы продвинуться дальше по основной истории; они делятся на две категории — боевые туры и гонки. В первом случае игроку необходимо за отведённое время одолеть определённое количество противников; всего таких туров — 36. В игре есть 60 гонок, которые делятся на несколько видов — полёты через кольца, прыжки по платформам и пересечение сфер. Также существует четвёртая разновидность — гонки с Человеком-факелом на различных уровнях сложности. Чтобы активировать миссию, игрок должен добраться до маркера на карте.
Человек-паук передвигается по городу как по земле, так и в воздухе, при помощи раскачивания на паутине и лазания по стенам; чтобы ускорить перемещение, игрок может выстрелить паутиной в нужном ему направлении и подтянуть Человека-паука. Впервые в игровой серии Человек-паук способен карабкаться по паутине словно по канату во время раскачивания. Также супергерой в состоянии преодолеть большие расстояния с помощью двойного прыжка. Многие приёмы Человека-паука перекочевали из Spider-Man 2, однако появились и новые: так, например, персонаж может ударить противника, оттолкнувшись от стены, опутать его паутиной и раскачать, подвесить на фонарном столбе, а также примотать паутиной к земле; последнее условие необходимо для того, чтобы окончательно нейтрализовать обычных врагов, в противном случае, если Человек-паук не успеет сделать этого, они поднимутся и продолжат сражение. Об опасности Человека-паука предупреждает возникающее над его головой «паучье чутьё», что даёт возможность игроку уклониться от нападения оппонента и избежать урона. В игре отсутствует древо навыков из Spider-Man 2, а новые комбо открываются по мере прохождения сюжета.
В отличие от Человека-паука, Веном не раскачивается на паутине, а преодолевает большие расстояния за счёт прыжков в высоту, а также при помощи подтягивающих его вперёд щупалец, которые он использует как кнут. Как и супергерой, Веном в состоянии карабкаться по стенам, однако во время его передвижений по небоскрёбам на стенах остаются следы лап. Так как Веном не является положительным персонажем, он может атаковать как преступников, так и мирных жителей. В ближнем бою он задействует не только кулаки, но и органические щупальца, расширяющие диапазон атаки. Кроме того, Веном способен разрушать объекты инфраструктуры, например разбивать пожарные гидранты и бросать машины. При игре за Венома игроку необходимо регулярно пополнять шкалу здоровья, так как симбиот по сути является вампиром, пожирающим тело своего носителя; здоровье пополняется за счёт поглощения встречающихся на пути людей, и, после полного истощения их жизненной силы, Веном выплёвывает бездыханные тела.

### Версии для DS, GBA и мобильных телефонов
Все три игры представляют собой 2D-сайд-скроллеры в жанре платформера, разработанные на трёхмерном графическом движке. Сюжет подаётся через стоп-кадры на панелях, которые сменяют друг друга, тем самым создавая тот же эффект «живого комикса», что и игра от Treyarch; в отличие от других портативных версий, в DS присутствует озвучка. Так как версия для DS создавалась с учётом особенностей консоли, игрок задействует её нижний экран и управляет персонажами стилусом. Если при игре за Человека-паука нижний экран отвечает лишь за вспомогательные механики игрового процесса, то в случае с Веномом вся боевая система персонажа построена на использовании нижнего сенсора; так игрок с помощью стилуса может: атаковать врагов органическими щупальцами, поглощать их для пополнения здоровья и бросать предметы интерьера. На уровнях за Человека-паука игроку необходимо завершить линейный маршрут из точки A в точку B, спасти попавших в беду людей и остановить преступников. Игра для DS является единственной из версий с многопользовательским режимом: игроки сражаются друг с другом, управляя Человеком-пауком и Веномом в закрытых локациях. Версия для GBA представляет собой упрощённый вариант DS по части игрового процесса, без сенсорного управления, озвучки и большинства персонажей из сюжетной кампании; сюжет разворачивается через стилизованные под комикс кадры с текстом.
В версии для мобильных телефонов используется упрощённый игровой процесс, так например за атаку отвечает кнопка «OK», а за прилипание к стенам — клавиша направления. Повествование игры разворачивается не с помощью динамичных палитр в стилистике комикса, а за счёт статичных картинок с текстом. На каждом уровне Человек-паук должен остановить Венома, прежде чем тот поглотит большое количество мирных жителей, тогда как Веном должен победить супергероя до того, как его здоровье полностью иссякнет. На пути персонажей встречаются преступники, которые создают препятствие для прохождения миссии; некоторые враги относятся к протагонисту нейтрально — так, Шокер и Зелёный гоблин атакуют только Человека-паука, а на Венома не обращают внимания.

## Сюжет

### Персонажи и сеттинг

Панель из комикса-предыстории Ultimate Spider-Man #37 (сверху) и кадр из пролога к игре (снизу). Разработчики воспроизвели стиль Марка Багли с помощью технологии 3D Comic Inking Technology

Действие игры разворачивается во вселенной Ultimate Marvel, созданной Marvel Comics для переосмысления её классических персонажей; здесь Питер Паркер по-прежнему является учащимся старшей школы Мидтауна, живёт в Куинсе со своей овдовевшей тётей Мэй Паркер, встречается с одноклассницей Мэри Джейн Уотсон и работает веб-дизайнером в популярной городской газете The Daily Bugle. Также он дружит с другими сверхлюдьми, такими как Алтимейтс и Фантастическая четвёрка, и время от времени сотрудничает с директором секретной организации Щ.И.Т. Ником Фьюри.
Сюжету игры предшествует арка, охватившая выпуски #33-39 одноимённого комикса; ранее Питер воссоединился со своим другом детства Эдди Броком, который раскрыл ему, что их отцы Ричард Паркер и Эдвард Брок-старший работали над лекарством от рака, получившим воплощение в виде искусственно созданного симбиота под названием «Веном»; они были вынуждены завершить свои исследования из-за вмешательства финансировавшего их деятельность бизнесмена Боливара Траска, так как тот увидел в симбиоте потенциально мощное оружие; при попытке изучить симбиота, Питер случайно надел его словно живой органический костюм, после чего его физические характеристики многократно возросли, но, вместе с тем, влияние Венома сделало Паркера более агрессивным; затем он попытался донести до Эдди всю степень опасности, исходящую от костюма, и уничтожил симбиота, однако Брок расценил действия Питера как предательство и объединился с имеющимся у него образцом Венома; между молодыми людьми развернулось сражение, которое прервали полицейские Нью-Йорка, а Веном, казалось бы, погиб, наступив на линию электропередачи под высоким напряжением.
В версиях для PS2, GCN, Xbox, PC и DS есть озвучка персонажей. Год спустя Дэйв Фенной, озвучивший Ника Фьюри, и Дженнифер Хейл (голос Серебряного Соболя) вновь озвучили своих персонажей в приквеле к Ultimate Spider-Man под названием Spider-Man: Battle for New York.

### История
Спустя три месяца после исчезновения Эдди Питер возвращается к нормальной жизни; в это время выживший Веном нападает на случайных прохожих, чья жизненная энергия продлевает его существование. Однажды, во время сражения с уличными бандитами, он попадает в один из городских баров, где сталкивается с Росомахой и побеждает его в бою. После спасения города от суперзлодея Н.О.С.О.Р.О.Г.а Питер начинает испытывать сильную головную боль, вызванную присутствием наблюдавшим за ним из-за укрытия Эдди. Той же ночью организация наёмников под названием «Дикая стая» во главе с Серебряным Соболем пытается захватить Венома, который успешно сбегает. На следующий день Питер идёт на экскурсию в Метрополитен-музей, где раскрывает источник своей головной боли — Венома; после непродолжительной драки между ними, Соболь, в конечном итоге, захватывает Венома.
Эдди попадает в энергетическую клетку, расположенную в штаб-квартире Траска, который, вместе со своим партнёром Эдрианом Тумсом, убеждает Брока помочь им протестировать костюм; в рамках проверки Траск поручает Веному догнать и остановить Электро, однако погоня завершается лишь на Таймс-сквер, где своими действиями Электро привлекает внимание Человека-паука. Когда Электро нейтрализует супергероя, Веном побеждает его в бою один на один, а затем пытается добраться до Паркера, однако ему приходится отступить из-за появившихся агентов Щ.И.Т.а. и вернуться обратно к Траску. После раскрытия личности Человека-паука он сбегает из заточения.
Тем временем латверийский наёмник, действующий под псевдонимом Жук, освобождает находящегося в заключении у Щ.И.Т.а Зелёного гоблина, похищает из лаборатории Щ.И.Т.а образец ДНК Песочного человека, а затем пытается добыть частицу костюма Венома, но проигрывает последнему. На следующий день после победы над Гоблином Паркер попадает в плен к Серебряному Соболю, которая собирается доставить его к Траску, однако, прежде чем она успевает осуществить свой план, Питер приходит в сознание и сражается с ней под мостом Куинсборо до тех пор, пока не появляется Веном, который нейтрализует Соболя. Несмотря на то, что Человек-паук спасает её от Венома, Соболь захватывает обоих после окончания их сражения.
Эдди приходит в себя в «Trask Industries», услышав крик Питера, вызванный инъекцией образца Венома, которую ввёл ему Тумс; это приводит к появлению второго симбиота, Карнажа, подчинившего тело молодого человека. Вскоре Веном поглощает Карнажа. Благодаря Карнажу и остаткам Венома в крови Паркера, Брок обретает полный контроль над костюмом, что выражается в появлении на его теле паучьего символа. Человек-паук настигает Траска и требует рассказать о судьбе его родителей, однако бизнесмену приходится спасаться бегством, когда в его офис врывается Веном. В то время как Соболь отказывается вмешиваться из-за истечения срока действия их с Траском контракта, Человек-паук спасает Траска, победив Венома на вертолётной площадке.
После прибытия агентов Щ.И.Т.а Питер просматривает файлы Траска и узнаёт, что их с Эдди родители погибли в авиакатастрофе по вине Брока-старшего, который превратился в Венома и вызвал крушение на борту. Пока Эдди проникает в тюремную камеру Траска, чтобы убить его, Питер заводит разговор с Мэри Джейн, в ходе которого выражает сожаление о судьбе его бывшего друга.

## Разработка
Незадолго до релиза игры Spider-Man 2 по мотивам одноимённого фильма Сэма Рэйми, состоявшегося в июне 2004 года, Activision объявила о создании новой игры о Человеке-пауке, которая будет основана на комиксах и выйдет в 2005 году, до окончания разработки третьей части игровой трилогии, адаптирующей события картины «Человек-паук 3: Враг в отражении» (2007); при этом компания предложила прессе идентифицировать предстоящий проект по его рабочему названию Spider-Man Classic и отказалась раскрывать список поддерживающих игру платформ. В июле, во время мероприятия «Activate», состоявшегося в Санта-Монике (Калифорния), Activision объявила, что новая игра будет основана на серии комиксов Ultimate Spider-Man. Компания выбрала этот комикс в качестве исходного материала из-за его популярности на американском рынке. В январе 2005 года Activision также подтвердила, что Ultimate Spider-Man выйдет на Windows, Xbox, PlayStation 2 и Nintendo GameCube. В марте Marvel разместила на своём официальном сайте список предстоящих игр о супергероях, разработанных по их лицензии, включая Ultimate Spider-Man, релиз которой компания запланировала на третий квартал того же года. В апреле число поддерживающих игру консолей пополнили Nintendo DS и Game Boy Advance.
К работе над проектом Activision привлекла обоих создателей комикса-первоисточника: так, Брайан Майкл Бендис не только возглавил разработку игры, но и написал сценарий к ней, а также утвердил актёров озвучивания, в то время как Марк Багли нарисовал более 30 эскизов персонажей. Treyarch намеревалась не просто создать игру в стилистике комикса, а «перенести сам комикс в трёхмерное пространство» с помощью технологии 3D Comic Inking Technology, поэтому первые три или четыре месяца разработки создатели посвятили текстурированию персонажей; сначала они изучали наброски Багли, чтобы понять, возможно ли создать на их основе компьютерные модели, после чего художник направлял разработчикам эскизы в цвете, а уже потом их одобряли представители Marvel Comics. Одна из ключевых особенностей игры заключается в наличии двух протагонистов — Человека-паука и Венома; Treyarch позаимствовала идею повествования от лица обеих сторон конфликта из игры Halo 2 (2004). Разработчики создали для каждого из них отдельные камеры и подготовили большое количество вариаций их вращения, сравнимое с количеством комбо в боевой системе. По словам ведущего дизайнера Брайана Рида, «дети всегда хотели играть за плохих ребят», что натолкнуло их на идею сделать одного из суперзлодеев играбельным. Так как чаще всего они слышали от фанатов, что те хотели играть за Венома, создатели решили «подарить им эту возможность». Музыку к игре написал композитор Кевин Мантей; звукорежиссёр поручил ему экспериментировать с композициями Венома, поэтому Мантей попытался отразить в них внутренний конфликт персонажа. К моменту окончания разработки над игрой успели поработать более 100 человек.
За создание версий игры для Nintendo DS и Game Boy Advance отвечала компания Vicarious Visions. Принимая во внимание критику усложнённых локаций в Spider-Man 2, геймдизайнеры решили упростить уровни для более динамичного прохождения. Из версии для GBA были исключены такие персонажи, как Н.О.С.О.Р.О.Г., Электро, Зелёный гоблин и Жук. Разработкой версии для мобильных телефонов занималась Mforma.

## Продвижение и выход

Обложка ограниченного издания игры, стилизованная под обложку комикса Ultimate Spider-Man #35 (март 2003)

Activision презентовала Ultimate Spider-Man на игровой выставке E3 2005; компания не только раскрыла первые подробности игры, но и показала её полноценный трейлер. Также Activision ознакомила прессу с демоверсией, состоящей из двух миссий — сражений Человека-паука и Н.О.С.О.Р.О.Г.а и Венома с Электро. В июле компания посетила фестиваль Comic-Con 2005, где показала новый трейлер, из которого стало известно, что релиз игры состоится в сентябре того же года. В августовском отчёте Activision о прибылях и убытках генеральный директор компании Рон Дорнинк заявил, что игра выйдет «в конце сентября». В начале сентября Activision предоставила игровым журналистам возможность пройти ещё несколько уровней — сражение Питера Паркера и Венома на футбольном поле, сражение Венома и Росомахи в баре, сражение Человека-паука и Шокера, а также сражение Человека-паука и Жука. Незадолго до выхода консольных версий, Mforma выпустила трейлер игры для мобильных телефонов.
В США релиз Ultimate Spider-Man состоялся 22 сентября 2005 года. На старте продаж цена версии для GameCube, Xbox и PS2 составляла $49.99, а сама игра получила возрастной рейтинг T; цена версии для PC с тем же рейтингом составила $29.99; версии для GBA и DS получили рейтинг E10+ и продавались по ценам $29.99 и $39.99. На момент ноября Ultimate Spider-Man была самой продаваемой игрой Activision.
На PS2 Activision выпустила игру в двух изданиях — стандартном и ограниченном; на обложке последнего изображён Веном. Ограниченное издание включает в себя дополнительные материалы, среди которых: интервью с одним из создателей Человека-паука Стэном Ли, 22-минутный документальный фильм под названием «Создание Ultimate Spider-Man», освещающий разработку игры, четыре биографических трейлера — Человека-паука, Венома, Жука и Карнажа — продолжительностью по две минуты, а также видео с игровыми трюками от геймдизайнеров. На старте продаж цена ограниченного издания составляла $59.99, что было на $10 дороже стандартного.

## Восприятие

### Отзывы критиков
| Сводный рейтинг           | Сводный рейтинг | Сводный рейтинг | Сводный рейтинг | Сводный рейтинг | Сводный рейтинг | Сводный рейтинг | Сводный рейтинг |
| Издание                   | Оценка          | Оценка          | Оценка          | Оценка          | Оценка          | Оценка          | Оценка          |
| Издание                   | DS              | GBA             | GC              | PC              | PS2             | Xbox            | Мобильные       |
| ------------------------- | --------------- | --------------- | --------------- | --------------- | --------------- | --------------- | --------------- |
| GameRankings              | 74,58 %         | 62,67 %         | 75,41 %         | 75,74 %         | 75,11 %         | 76,61 %         | N/A             |
| Metacritic                | 78/100          | 62/100          | 76/100          | 75/100          | 74/100          | 77/100          | N/A             |
| Иноязычные издания        |                 |                 |                 |                 |                 |                 |                 |
| Издание                   | Оценка          | Оценка          | Оценка          | Оценка          | Оценка          | Оценка          | Оценка          |
| Издание                   | DS              | GBA             | GC              | PC              | PS2             | Xbox            | Мобильные       |
| Edge                      | N/A             | N/A             | 5/10            | N/A             | 5/10            | 5/10            | N/A             |
| Eurogamer                 | N/A             | N/A             | N/A             | N/A             | 6/10            | N/A             | N/A             |
| Game Informer             | N/A             | N/A             | N/A             | N/A             | 8/10            | N/A             | N/A             |
| GamePro                   | N/A             | N/A             | N/A             | N/A             | [ 39 ]          | N/A             | N/A             |
| GameRevolution            | N/A             | N/A             | C               | N/A             | C               | C               | N/A             |
| GameSpot                  | N/A             | N/A             | 7,1/10          | 7/10            | 7,1/10          | 7/10            | 6,3/10          |
| GameSpy                   | N/A             | N/A             | [ 41 ]          | [ 94 ]          | N/A             | N/A             | N/A             |
| GameTrailers              | N/A             | N/A             | 8,9/10          | 8,9/10          | 8,9/10          | 8,9/10          | N/A             |
| GameZone                  | 8,3/10          | N/A             | 8/10            | 7,8/10          | 8,4/10          | 7,4/10          | N/A             |
| IGN                       | 8/10            | N/A             | 8,3/10          | 8,3/10          | 8,3/10          | 8,3/10          | 7,2/10          |
| Nintendo Power            | 6,5/10          | 6/10            | 9/10            | N/A             | N/A             | N/A             | N/A             |
| OPM                       | N/A             | N/A             | N/A             | N/A             | [ 104 ]         | N/A             | N/A             |
| OXM                       | N/A             | N/A             | N/A             | N/A             | N/A             | 6,4/10          | N/A             |
| PC Gamer (US)             | N/A             | N/A             | N/A             | 81 %            | N/A             | N/A             | N/A             |
| WorthPlaying              | 8,5/10          | N/A             | N/A             | 7,0/10          | 8,4/10          | 7,3/10          | N/A             |
| CiN Weekly                | N/A             | N/A             | 88/100          | 88/100          | 88/100          | 88/100          | N/A             |
| The Sydney Morning Herald | N/A             | N/A             | N/A             | N/A             | N/A             | [ 112 ]         | N/A             |
| Русскоязычные издания     |                 |                 |                 |                 |                 |                 |                 |
| Издание                   | Оценка          | Оценка          | Оценка          | Оценка          | Оценка          | Оценка          | Оценка          |
| Издание                   | DS              | GBA             | GC              | PC              | PS2             | Xbox            | Мобильные       |
| StopGame.ru               | N/A             | N/A             | N/A             | «Отлично»       | N/A             | N/A             | N/A             |
| «Игромания»               | N/A             | N/A             | N/A             | 7/10            | N/A             | N/A             | N/A             |

Игра получила преимущественно положительные отзывы. На GameRankings средняя оценка версии для Xbox составила 76,61 %, для PlayStation 2 — 75,11 %, для Nintendo GameCube — 75,41 %, для Nintendo DS — 74,58 %, для Game Boy Advance — 62,67 %, для PC — 75,74 %. На Metacritic версия для PS2 имеет 74 балла из 100, для Xbox — 77 баллов из 100, для GCN — 76 баллов из 100, для DS — 78 баллов из 100, для GBA — 62 балла из 100, для PC — 75 баллов из 100. Она считается одной из лучших игр о Человеке-пауке: 5-е место по версии IGN, 6-е место по версии GameSpot, The Escapist и GamesRadar+, 9-е место по версии Den of Geek и Game Rant.
Некоторые журналисты называли Ultimate Spider-Man лучшей игрой по комиксам на момент выхода. В основном её хвалили за комиксную графику, повествование через панели, возможность играть за Венома, озвучку и сражения с боссами. Хилари Голдстейн из IGN была признательна Beenox за создание хорошего порта на PC, чего не было сделано в случае со Spider-Man 2. Олег Ставицкий из Игромании отметил, что «отсутствие голливудской основы пошло компьютерному Спайдермену исключительно на пользу. Treyarch прекратили смотреть в перешедший к ним вместе с лицензией сценарий и включили наконец фантазию». StopGame.ru выразил восхищение открытым миром игры: «Атмосфера жизни Большого Яблока передана замечательно: в городе совершаются ограбления и нападения на жителей, есть случаи, когда усомнившиеся в себе личности пытаются покончить жизнь самоубийством. Нам предоставляют свободу, которую мы так любим. Можно просто полетать по городу, наслаждаясь его видами, изведывая новые уголки». GamePro назвал Ultimate Spider-Man «выдающейся игрой как для давних фанатов Человека-паука, так и для новой аудитории».
С другой стороны, многие рецензенты сетовали на короткую продолжительность игры, а также на необходимость проходить дополнительные миссии, чтобы продвигаться по основному сюжету. Official U.S. PlayStation Magazine заключил, что «сюжетную кампанию можно было бы сделать более удачной» Мартин Коксалл заявил, что миссии в Ultimate Spider-Man получились слабее, чем в Spider-Man 2, а сюжет хуже, чем в Spider-Man (2002), из-за чего «Ultimate Spider-Man не является „совершенной“ (англ. Ultimate)». Среди других проблем Алекс Наварро из GameSpot выделил неотзывчивую камеру в тесных помещениях, размытые текстуры и недостаточную дальность прорисовки. Вопреки положительной оценки Венома со стороны большинства рецензентов, Эдуардо Васконселлос из GameSpy назвал его худшим элементом Ultimate Spider-Man из-за медлительности и убывающего здоровья. GameRevolution раскритиковал музыкальное сопровождение, охарактеризовав его, как «набор какофоний». GameZone сетовала на небольшое количество дополнительного контента в игре, который ограничивается обложками комиксов и несколькими костюмами.
Game Chronicles назвал версию для DS лучшей супергеройской игрой для этой платформы, отметив, что благодаря захватывающему игровому процессу, новым комбо-ударам, а также максимально эффективному использованию двойного экрана она превзошла свою предшественницу Spider-Man 2. Эту позицию разделил Дэвид Ванаселья из WorthPlaying, резюмируя: «Великолепный комиксный стиль, фантастическая озвучка, захватывающий сюжет и увлекательная игровая механика — всё это создаёт продукт, которым гордился бы сам Паучок». Несмотря на положительную оценку версии для DS в целом, Крейг Харрис из IGN назвал многопользовательский режим «несбалансированным», а геймдизайн «упрощённым»; по мнению рецензента, игрокам будет нечем заняться в игре после прохождения сюжетной кампании.
Comic Book Video Games назвал версию для GBA стерильной игрой с приемлемыми графикой и игровым процессом, однако из двух проектов Vicarious Visions посоветовал игрокам остановиться на версии для DS. Cheat Code Central отметил, что хотя игра для GBA «меркнет» в сравнении с остальными версиями, она всё равно остаётся «приятной» благодаря музыкальной составляющей (на каждом уровне играет индивидуальная композиция), красиво нарисованным статичным картинкам и динамичному сюжету. По мнению Стивена Триша из GameVortex, версия для GBA «в первую очередь понравится юным игрокам и фанатам Человека-паука, однако она достаточно неплоха, чтобы доставить умеренное удовольствие практически любому геймеру».
К числу главных достоинств версии для мобильных телефонов GameSpot причислил «отличное управление, возможность играть за Человека-паука и Венома и многоэтапные уровни»; к недостаткам же рецензент отнёс «не очень креативный дизайн», «унылые задники» и тот факт, что игра «быстро надоедает». В своей рецензии для IGN Леви Бьюкенен пришёл к выводу, что Mforma следовало полностью посвятить игру Веному, так как уровни за Человека-паука показались ему «предсказуемыми».

### Награды и номинации
| Год  | Награда         | Категория                                          | Номинант             | Результат | Источник |
| ---- | --------------- | -------------------------------------------------- | -------------------- | --------- | -------- |
| 2006 | Энни            | Лучшая анимация в компьютерной игре                | Ultimate Spider-Man  | Победа    | [ 124 ]  |
| 2006 | D.I.C.E. Awards | Выдающиеся достижения в художественном направлении | Treyarch, Activision | Номинация | [ 124 ]  |

## Наследие
Во время интервью с YouTube-блогером Мэттом Макмусклсом художник по текстурам в Ultimate Spider-Man Крис Салазар рассказал, что Activision отменила разработку сиквела игры, так как не была удовлетворена показателями продаж. По задумке разработчиков, действие продолжения разворачивалось зимой, а главным злодеем должен был стать Зелёный гоблин; также открытый мир пополняли новые районы, такие, как Кони-Айленд (Бруклин). По словам художника, руководство компании не возлагало больших ожиданий на продажи второй части, поэтому прекратило её производство на ранней стадии. Бендис, который собирался написать сценарий и к этой игре, в конечном итоге адаптировал его в сюжетной арке «Смерть гоблина» в комиксе Ultimate Spider-Man. По слухам, разработчики так и не вышедшего сиквела Ultimate Spider-Man планировали сделать Зелёного гоблина одним из игровых персонажей, как это было сделано с Веномом в оригинальной игре. Эта идея была реализована в приквеле Ultimate Spider-Man под названием Spider-Man: Battle for New York, релиз которого состоялся в 2006 году на DS и GBA.
Ultimate Человек-паук появился в других последующих играх серии. Он является одним из четырёх игровых персонажей в Spider-Man: Shattered Dimensions (2010); в отличие от остальных Людей-пауков, он носит симбиотический костюм, с помощью которого противостоит Ultimate-версиям Электро и Карнажа. Ему также посвящены игры Spider-Man: Toxic City (2009) и Ultimate Spider-Man: Total Mayhem (2010).
В 2008 году Бендис адаптировал события игры в сюжетной арке «Война симбиотов», охватившей выпуски #123-128 комикса Ultimate Spider-Man.